# France Cukjati
France Cukjati (ur. 15 lutego 1943 w Šentgotardzie) – słoweński polityk i lekarz, teolog, były jezuita, od 2004 do 2008 przewodniczący Zgromadzenia Państwowego.

## Życiorys
W 1963 ukończył studia pierwszego stopnia na Wydziale Inżynierii Lądowej Uniwersytetu Lublańskiego. Kształcił się następnie w zakresie filozofii w instytucie jezuitów w Zagrzebiu oraz w zakresie teologii w seminarium we Frankfurcie nad Menem, którego absolwentem został w 1973. Zrezygnował jednak ze stanu duchowieństwa, w 1979 uzyskał dyplom na Wydziale Medycyny w Lublanie, po czym rozpoczął praktykę lekarską. W pierwszej połowie lat 90. był dyrektorem centrum zdrowotnego we Vrhnice.
W 2000 przez kilka miesięcy pełnił funkcję sekretarza stanu w Ministerstwie Zdrowia w rządzie Andreja Bajuka. W tym samym roku po raz pierwszy uzyskał mandat posła do Zgromadzenia Państwowego z ramienia Słoweńskiej Partii Demokratycznej. Od 2003 do 2004 stał na czele klubu poselskiego SDS. W następnej kadencji (2004–2008) sprawował urząd przewodniczącego niższej izby parlamentu. W 2008 został wybrany do Zgromadzenia Państwowego na kolejną kadencję. W 2011 nie ubiegał się o reelekcję.